# Marapa

Marapa is een eiland in de provincie Guadalcanal in de Salomonseilanden. Het hoogste punt ligt tussen de 40 en 200 m. Er is slechts één zoogdier bekend, de vleermuis Nyctimene major.